# Линейная регрессия

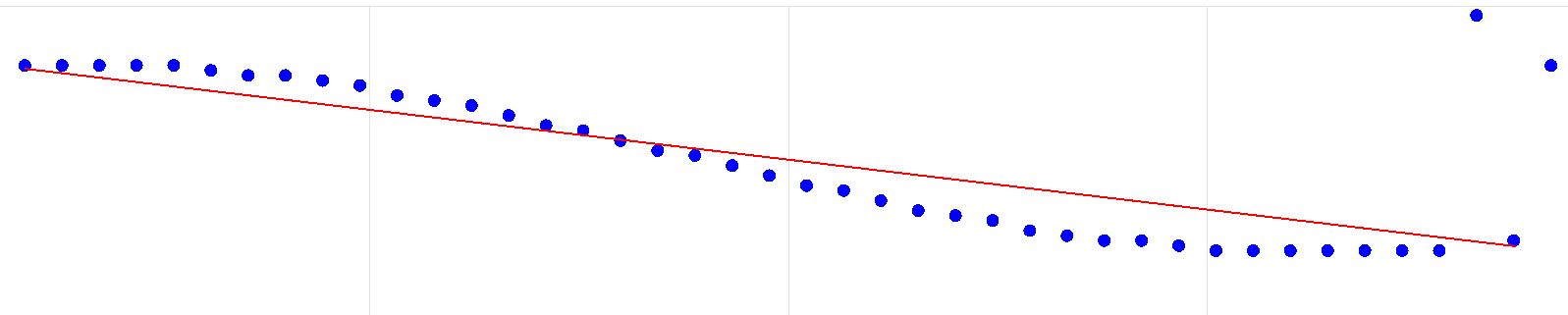
Пример линии (красная), построенной с использованием линейной регрессии

Лине́йная регре́ссия (англ. Linear regression) — используемая в статистике регрессионная модель зависимости одной (объясняемой, зависимой) переменной {\displaystyle y} от другой или нескольких других переменных (факторов, регрессоров, независимых переменных) {\displaystyle x} с линейной функцией зависимости.
Модель линейной регрессии является часто используемой и наиболее изученной в эконометрике — изучены свойства оценок параметров, получаемых различными методами при предположениях о вероятностных характеристиках факторов, и случайных ошибок модели. Предельные (асимптотические) свойства оценок нелинейных моделей также выводятся исходя из аппроксимации последних линейными моделями. С эконометрической точки зрения более важное значение имеет линейность по параметрам, чем линейность по факторам модели.

## Определение
Регрессионная модель
{\displaystyle y=f(x,b)+\varepsilon ,}
где {\displaystyle b} — параметры модели, {\displaystyle \varepsilon } — случайная ошибка модели; называется линейной регрессией, если функция регрессии {\displaystyle f(x,b)} имеет вид
{\displaystyle f(x,b)=b_{0}+b_{1}x_{1}+b_{2}x_{2}+...+b_{k}x_{k}},
где {\displaystyle b_{j}} — параметры (коэффициенты) регрессии, {\displaystyle x_{j}} — регрессоры (факторы модели), k — количество факторов модели.
Коэффициенты линейной регрессии показывают скорость изменения зависимой переменной по данному фактору, при фиксированных остальных факторах (в линейной модели эта скорость постоянна):
{\displaystyle \forall j\quad ~b_{j}={\frac {\partial f}{\partial x_{j}}}=const}
Параметр {\displaystyle b_{0}}, при котором нет факторов, называют часто константой. Формально — это значение функции при нулевом значении всех факторов. Для аналитических целей удобно считать, что константа — это параметр при «факторе», равном 1 (или другой произвольной постоянной, поэтому константой называют также и этот «фактор»). В таком случае, если перенумеровать факторы и параметры исходной модели с учетом этого (оставив обозначение общего количества факторов — k), то линейную функцию регрессии можно записать в следующем виде, формально не содержащем константу:
{\displaystyle f(x,b)=b_{1}x_{1}+b_{2}x_{2}+\ldots +b_{k}x_{k}=\sum _{j=1}^{k}b_{j}x_{j}=x^{T}b},
где {\displaystyle x^{T}=(x_{1},x_{2},...,x_{k})} — вектор регрессоров, {\displaystyle b=(b_{1},b_{2},\ldots ,b_{k})^{T}} — вектор-столбец параметров (коэффициентов).
Линейная модель может быть как с константой, так и без константы. Тогда в этом представлении первый фактор либо равен единице, либо является обычным фактором соответственно.

### Парная и множественная регрессия
В частном случае, когда фактор единственный (без учёта константы), говорят о парной или простейшей линейной регрессии:
{\displaystyle y_{t}=a+bx_{t}+\varepsilon _{t}}
Когда количество факторов (без учёта константы) больше одного, то говорят о множественной регрессии:
{\displaystyle Y=b_{0}+b_{1}x_{i1}+...+b_{j}x_{ij}+...+b_{k}x_{ik}+e_{i}}

## Примеры

### Модель затрат организации (без указания случайной ошибки)
{\displaystyle TC=FC+VC=FC+v\cdot Q}
- {\displaystyle TC} — общие затраты
- {\displaystyle FC} — постоянные затраты (не зависящие от объёма производства)
- {\displaystyle VC} — переменные затраты, пропорциональные объёму производства
- {\displaystyle v} — удельные или средние (на единицу продукции) переменные затраты
- {\displaystyle Q} — объём производства.

### Простейшая модель потребительских расходов (Кейнс)
{\displaystyle C=a+bY+\varepsilon }
- {\displaystyle C} — потребительские расходы
- {\displaystyle Y} — располагаемый доход
- {\displaystyle b} — «предельная склонность к потреблению»
- {\displaystyle a} — автономное (не зависящее от дохода) потребление.

## Матричное представление
Пусть дана выборка объёмом n наблюдений переменных y и x. Обозначим t — номер наблюдения в выборке. Тогда {\displaystyle y_{t}} — значение переменной y в t-м наблюдении, {\displaystyle x_{tj}} — значение j-го фактора в t-м наблюдении. Соответственно, {\displaystyle x_{t}^{T}=(x_{t1},x_{t2},...,x_{tk})} — вектор регрессоров в t-м наблюдении. Тогда линейная регрессионная зависимость имеет место в каждом наблюдении:
{\displaystyle y_{t}=b_{1}x_{t1}+b_{2}x_{t2}+...+b_{k}x_{tk}=\sum _{j=1}^{k}b_{j}x_{tj}=x_{t}^{T}b+\varepsilon _{t}~,~E(\varepsilon _{t})=0~,~t=1..n}
Введём обозначения:
{\displaystyle y={\begin{pmatrix}y_{1}\\y_{2}\\...\\y_{n}\\\end{pmatrix}}} — вектор наблюдений зависимой переменой y
{\displaystyle X={\begin{pmatrix}x_{11}&x_{12}&...&x_{1k}\\x_{21}&x_{22}&...&x_{2k}\\...\\x_{n1}&x_{n2}&...&x_{nk}\\\end{pmatrix}}} — матрица факторов.
{\displaystyle \varepsilon ={\begin{pmatrix}\varepsilon _{1}\\\varepsilon _{2}\\...\\\varepsilon _{n}\\\end{pmatrix}}} — вектор случайных ошибок.
Тогда модель линейной регрессии можно представить в матричной форме:
{\displaystyle y=Xb+\varepsilon }

## Классическая линейная регрессия
В классической линейной регрессии предполагается, что наряду со стандартным условием {\displaystyle E(\varepsilon _{t})=0} выполнены также следующие предположения (условия Гаусса — Маркова):
1. Гомоскедастичность (постоянная или одинаковая дисперсия) или отсутствие гетероскедастичности случайных ошибок модели: {\displaystyle V(\varepsilon _{t})=\sigma ^{2}=const}
2. Отсутствие автокорреляции случайных ошибок: {\displaystyle \forall i,j,~i\not =j~~cov(\varepsilon _{i},\varepsilon _{j})=0}

Данные предположения в матричном представлении модели формулируются в виде одного предположения о структуре ковариационной матрицы вектора случайных ошибок: {\displaystyle V(\varepsilon )=\sigma ^{2}I_{n}}
Помимо указанных предположений, в классической модели факторы предполагаются детерминированными (нестохастическими). Кроме того, формально требуется, чтобы матрица {\displaystyle X} имела полный ранг ({\displaystyle k}), то есть предполагается, что отсутствует полная коллинеарность факторов.
При выполнении классических предположений обычный метод наименьших квадратов позволяет получить достаточно качественные оценки параметров модели, а именно: они являются несмещёнными, состоятельными и наиболее эффективными оценками.

## Методы оценки
- Метод наименьших квадратов
- Обобщенный метод наименьших квадратов
- Метод инструментальных переменных
- Метод максимального правдоподобия
- Метод моментов
- Обобщенный метод моментов
- Квантильная регрессия